# Platyproctus camilla
Platyproctus camilla är en insektsart som beskrevs av Rauno E. Linnavuori 1969. Platyproctus camilla ingår i släktet Platyproctus och familjen dvärgstritar. Inga underarter finns listade i Catalogue of Life.